# Wendtorf
Wendtorf est une commune allemande de l'arrondissement de Plön, dans le Land de Schleswig-Holstein.

## Géographie
La commune se situe à l'est de la fœrde de Kiel. La vieille ville se situe à quelques centaines de mètres à l'intérieur. Le front sur la mer Baltique est divisé en deux, entre la marina et la plage.
Au nord du territoire, il y a la réserve naturelle maritime de Bottsand.

## Histoire
Un premier village est mentionné au même endroit en 1240. En 1440, il est appelé « Wendtorf ». En 1796, les premières maisons sont construites près de la plage. L'ancien village de pêcheurs vit maintenant du tourisme.

### Marina de Wentdorf
Au port de plaisance, autrefois un port de pêche, à l'occasion des Jeux olympiques d'été de 1972 de Munich dont les épreuves de voile se déroulent à Kiel, un plattenbau d'immeubles de cinq étages d'appartements, soit 500, est construit. Le site présente des similitudes avec le Centre Olympique. Il comprend aussi une galerie commerciale et des installations de loisirs, comme un mini-golf, une salle de badminton et une mini-piscine extérieure, aujourd'hui fermées. À l'époque, une école maternelle est aussi bâtie et reçoit toujours les enfants de la commune et de Stein, Lutterbek, Barsbek et Wisch.
En 2007, la société en commandite dépose le bilan et est liquidée l'année suivante. Après la faillite, Sven Hollesen présente pour son entreprise Planet-Gruppe, spécialisée dans le tourisme, un projet de modernisation et d'extension de la marina à hauteur de 50 millions d'euros.